# Haywardina cyclops
Haywardina cyclops är en fjärilsart som beskrevs av Butler 1876. Haywardina cyclops ingår i släktet Haywardina och familjen praktfjärilar. Inga underarter finns listade i Catalogue of Life.